# Klimni
Klimni is een plaats in de gemeente Žminj in de Kroatische provincie Istrië. De plaats telt 74 inwoners (2001).